# Tentera

Lega kraja v Atlasu okolja

Tentera je ponorna jama, ki leži blizu Žlebiča. Dolga je 1300 metrov, njen vhod pa je požiralnik Tržiščice. Jama je v nadaljevanju labirint nizkih rovov z brzicami, slapovi in jezerci. Tentera je tipičen primer plitve jame na stiku kraških in vodo nepropustnih kamnin. Ker je ponorni sistem izredno dolg, lahko globoko pod zemljo spremljamo tok vode. Z barvanjem so dokazali, da se te vode najverjetneje izlivajo v Krko.
Ob visoki vodi se v isti jamski sistem, preko umetnih ponornih rup, izliva tudi del voda iz Bistrice.